# Isabella av Skottland, grevinna av Norfolk
Isabella av Skottland, född 1195, död efter 1263, var en skotsk prinsessa, dotter till kung Vilhelm I av Skottland och Ermengarde de Beaumont. 
Hon och hennes syster Margaret sändes år 1209 som gisslan till England enligt avtal mellan England och Skottland efter ett krig mellan länderna. Systrarna satt i bekväm husarrest tillsammans med Eleonora av Bretagne på Corfe Castle. Hon och hennes syster släpptes fria då de gifte sig med engelska adelsmän: även deras bror kung Alexander gifte sig med en engelsk prinsessa. Isabella gifte sig 1225 vid trettio års ålder med den fjorton år yngre Roger Bigod, 4th Earl of Norfolk. Paret fick inga barn. År 1245 ansökte hennes make utan framgång om annullering, men tvingades ta tillbaka henne 1253. Hon nämns sist vid liv i Gloucestershire i oktober 1263.